# Katherine (flod)
Katherine er en flod i Northern Territory i Australien. Dens hovedvandmasser ligger i Nitmiluk Nationalparken, den flyder gennem byen Katherine, og er en stor biflod til floden Daly.
Den første europæiske opdagelsesrejsende som opdagede floden var John McDouall Stuart i 1862. Han navngav floden Katherine efter ekspeditionens sponsor John Chambers' næstældste datter.
I slutningen af januar 1998, i forbindelse med cyklonen Les, steg flodens vandstand med mere end 20 meter og oversvømmede store dele af byen Katherine. En nyere oversvømmelse den 6. april 2006 forårsagede undtagelsestilstand i området. Under denne oversvømmelse toppede floden med en vandstand på 19 meter ved Katherinebroen på Stuart Highway.